# Виллерсдорф (Бургенланд)
Виллерсдорф (нем. Willersdorf) — сельский населённый пункт (деревня) и, одновременно, кадастровая община и цельшпренгель (статистическая единица) в Австрии, в федеральной земле Бургенланд.
Входит в состав политической общины Обершютцен политического округа Оберварт. Кадастровая площадь  с учётом внутренних вод 701,01 га (2001 год). Население 357 чел. (перепись 31.10.2011 г.). Плотность населения - 50,93 чел./км2. Землеобеспеченность - 19 636 м2/чел. Высота над уровнем моря 394 м. Официальный код общины Обершютцен  —  109 16. Код населённого пункта - 00289. Статистический код (цельшпренгель) Виллерсдорфа - 10916 003. Кадастровый номер - 34089.

## Демография
Диаграмма движения населения по сельскому населённому пункту Виллерсдорф (политическая община Обершютцен политического округа Оберварт) по данным переписей за 1787-2011 гг.
Источники:                                                                                                                                                                                    1. Historisches Ortslexikon Burgenland. Datenbestand: 30.6.2011.                                                                                                                                                         2. Historisches Ortslexikon Burgenland. Datenbestand: 31.8.2015. 

## Праздники (Бургенланд)
| Праздник                                  | Дата              |
| ----------------------------------------- | ----------------- |
| Новый год                                 | 1 января          |
| Богоявление                               | 6 января          |
| Великая пятница                           | (Пасха − 2 дня)   |
| Пасхальный понедельник                    | (Пасха + 1 день)  |
| Staatsfeiertag (День труда)               | 1 мая             |
| Вознесение Господне                       | (Пасха + 39 дней) |
| Троицкий понедельник                      | (Пасха + 50 дней) |
| Праздник Тела и Крови Христовых           | (Пасха + 60 дней) |
| Успение Божией Матери                     | 15 августа        |
| Национальный праздник                     | 26 октября        |
| День всех святых                          | 1 ноября          |
| Мартин Турский                            | 11 ноября         |
| Непорочное зачатие Девы Марии             | 8 декабря         |
| Рождественский сочельник (Heiliger Abend) | 24 декабря        |
| Рождество (Christtag)                     | 25 декабря        |
| День св. Стефана (Stefanitag)             | 26 декабря        |
| День Святого Сильвестра                   | 31 декабря        |
| Всего                                     | 17                |

- Источник: Австрия (Википедия)